# 吉米·鲍尔
吉米·鲍尔（英語：Jimmy Ball，1903年5月7日—1988年7月2日），加拿大男子田径运动员，主攻400米短跑。他曾代表加拿大参加1928年和1932年夏季奥林匹克运动会田径比赛，获得一枚银牌和二枚铜牌。